# Velp (Gueldre)
Pour les articles homonymes, voir Velp.
Velp est un village situé dans la commune néerlandaise de Rheden, dans la province de Gueldre. Le 1er janvier 2007, le village comptait 17 563 habitants.

## Lieux et monuments
- Château de Biljoen

## Galerie

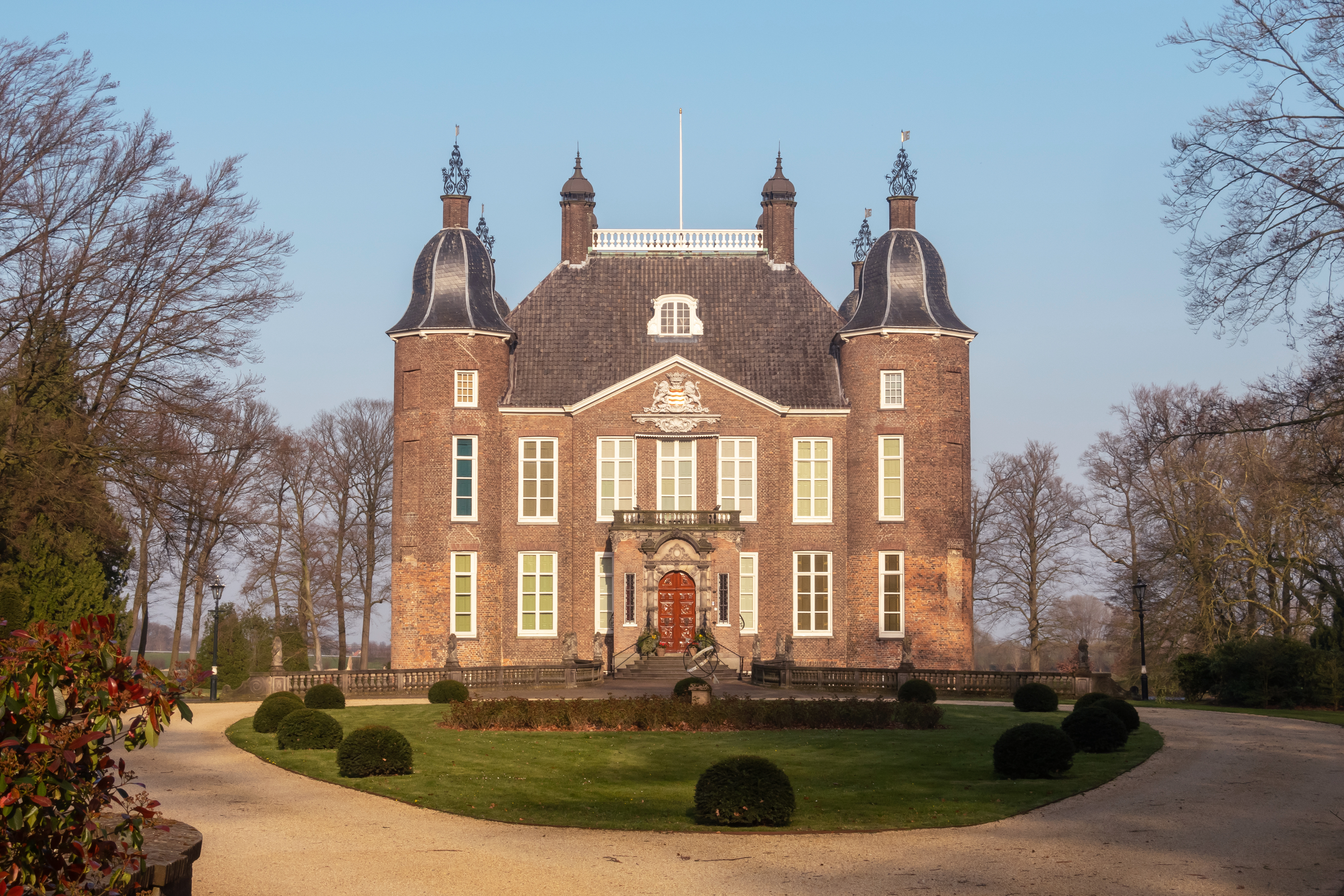
Le château: le Biljoen
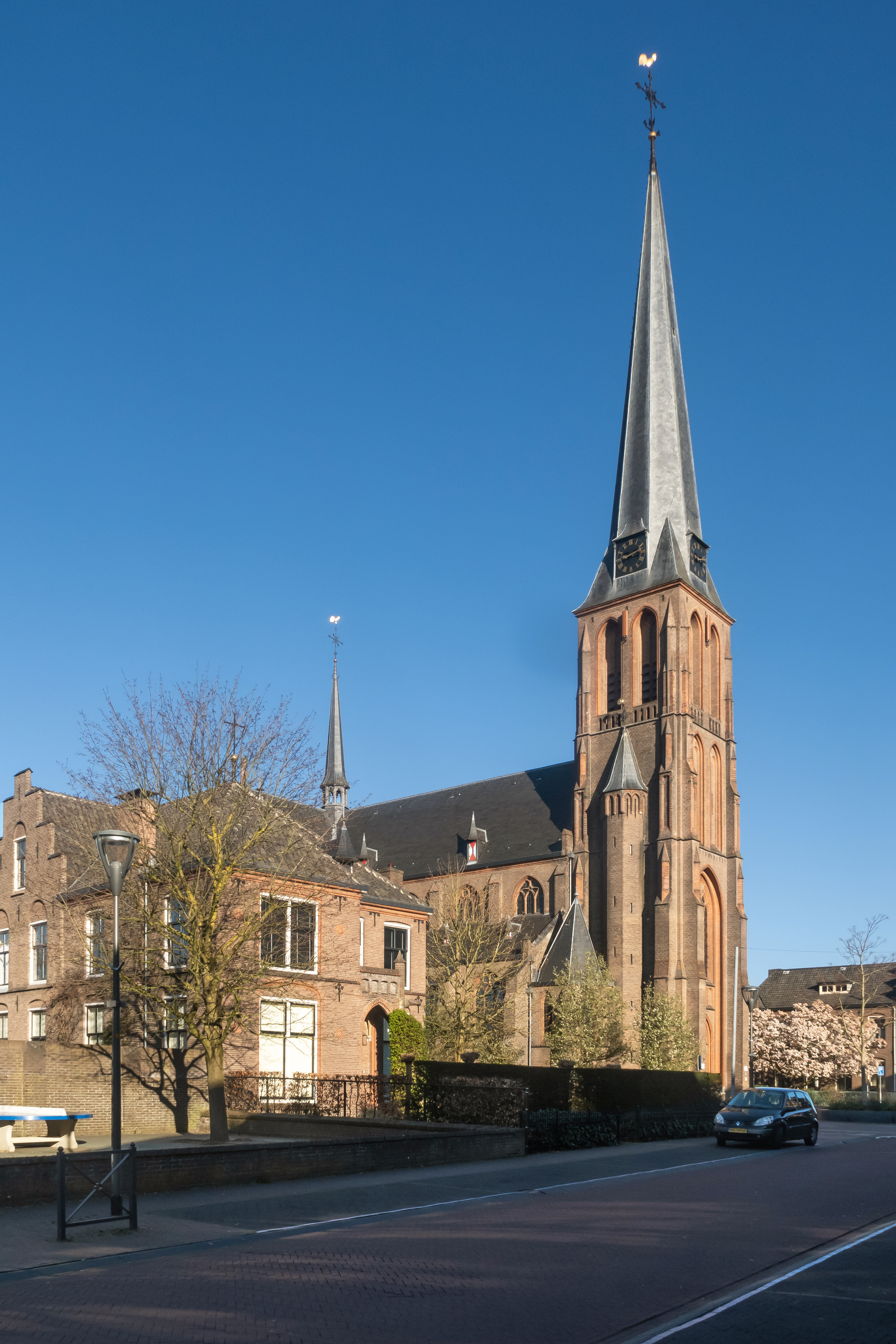
L'église: l'Onze Lieve Vrouw Visitatiekerk
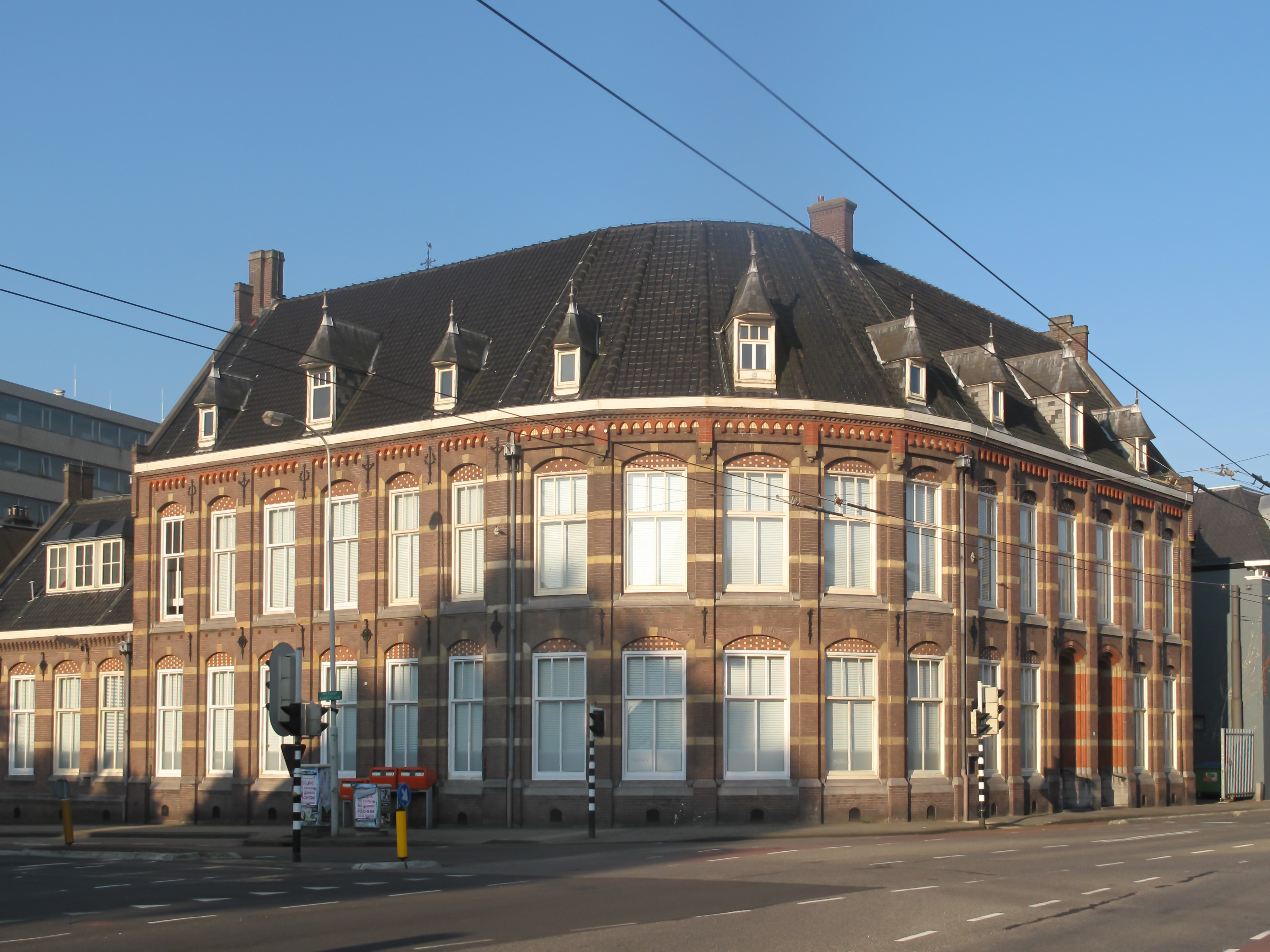
Immeuble de bureaux sur la Hoofdstraat
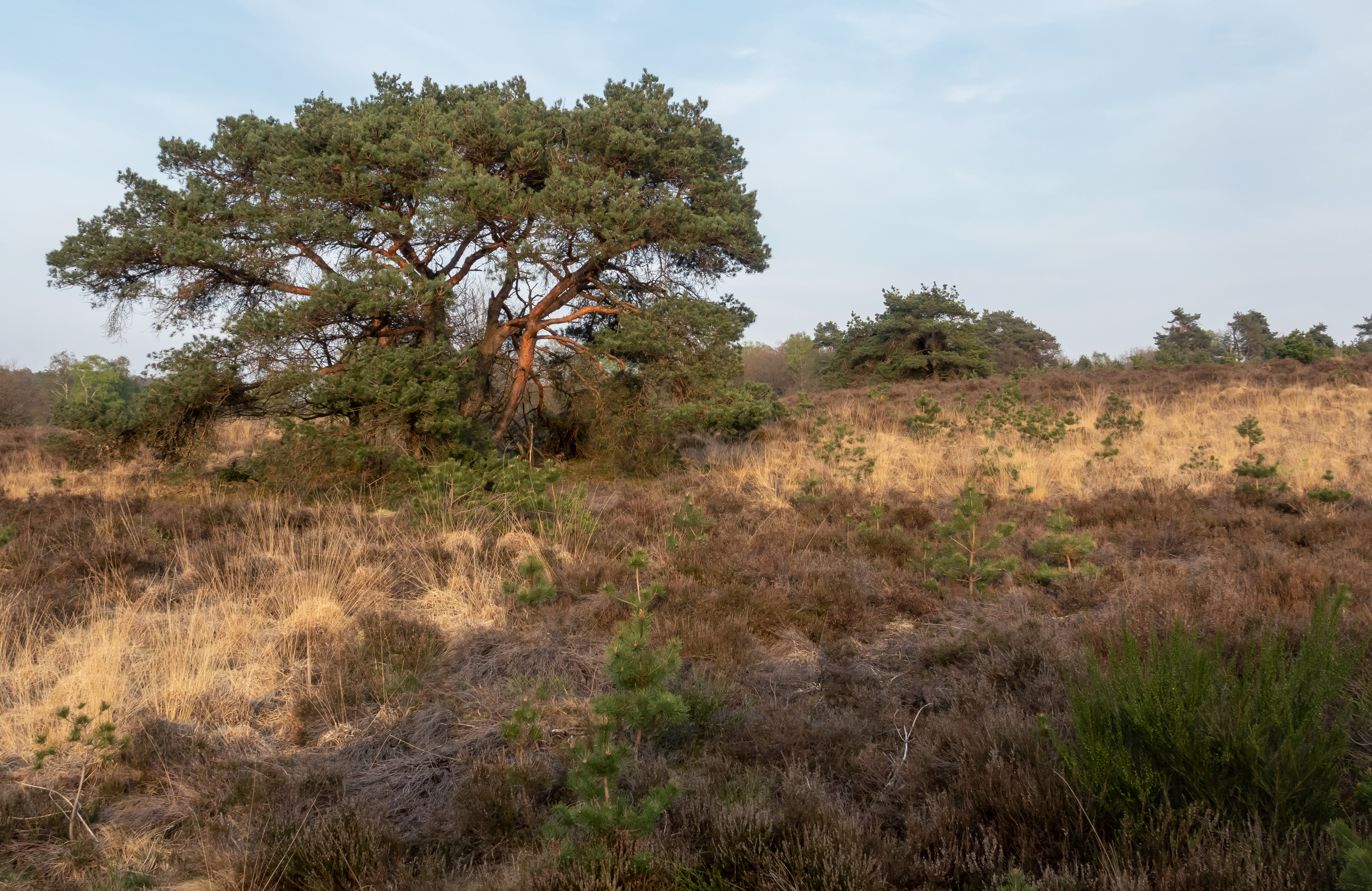
L'arbre dans le champ près du Driesprong
Photo aérienne de Velp